# واتونگا (اکلاهما)
واتونگا(به انگلیسی: Watonga) شهری در ایالت اکلاهما کشور ایالات متحده آمریکا است که جمعیت آن در سرشماری سال ۲۰۱۰ میلادی، ۵٬۱۱۱ نفر بوده‌است.